# خبرگزاری آنکا
خبرگزاری آنکا (ترکی استانبولی: Anka Haber Ajansı) یا آژانس خبری آنکا، شرکت رسانه‌ای ترکیه‌ای است، که در سال ۱۹۷۲ تأسیس شد.